# Кесада (Коста-Рика)
Кесада (исп. Quesada) — город в Коста-Рике.
Город Кесада расположен на севере Коста-Рики, у подножия Центральной Кордильеры, на высоте 656 метров над уровнем моря. В административном отношении он является центром округа Кесада кантона Сан-Карлос в провинции Алахуэла. Город находится в 97 километрах северо-западнее столицы Коста-Рики — города Сан-Хосе.
Площадь округа Кесада составляет 145,31 км², население его равняется 42 214 человек (на 2011 год), подавляющее большинство из которых проживают в городе. Этот город является крупнейшим на северо-западе Коста-Рики и представляет собой важный торговый и туристический центр, здесь сосредоточены также предприятия по переработке сельскохозяйственной продукции.